# كسينيجا لوكيتش
كسينيجا لوكيتش (بالإنجليزية: Ksenija Lukich)‏ هي عارضة ازياء ومقدمة برامج تلفزيونية أسترالية، ولدت في 12 فبراير 1990 في سيدني في أستراليا.

## وصلات خارجية
- كسينيجا لوكيتش على موقع IMDb (الإنجليزية)